# Ngamisee

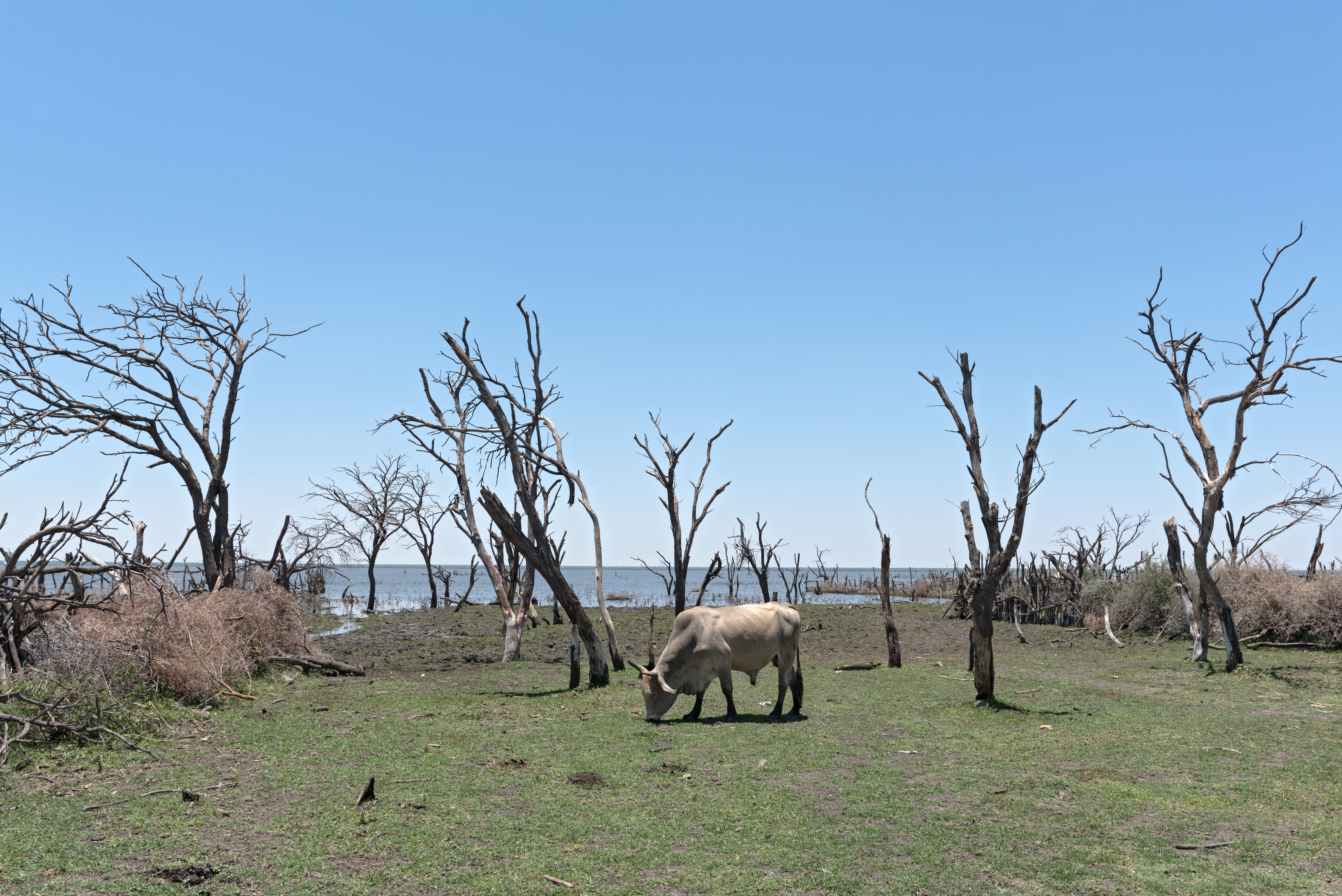
Rinder grasen am Ufer des Ngami-Sees südlich des Okavango-Deltas in Botswana

Der Ngamisee (englisch Lake Ngami) ist ein See im North West District in Botswana.

## Geographie

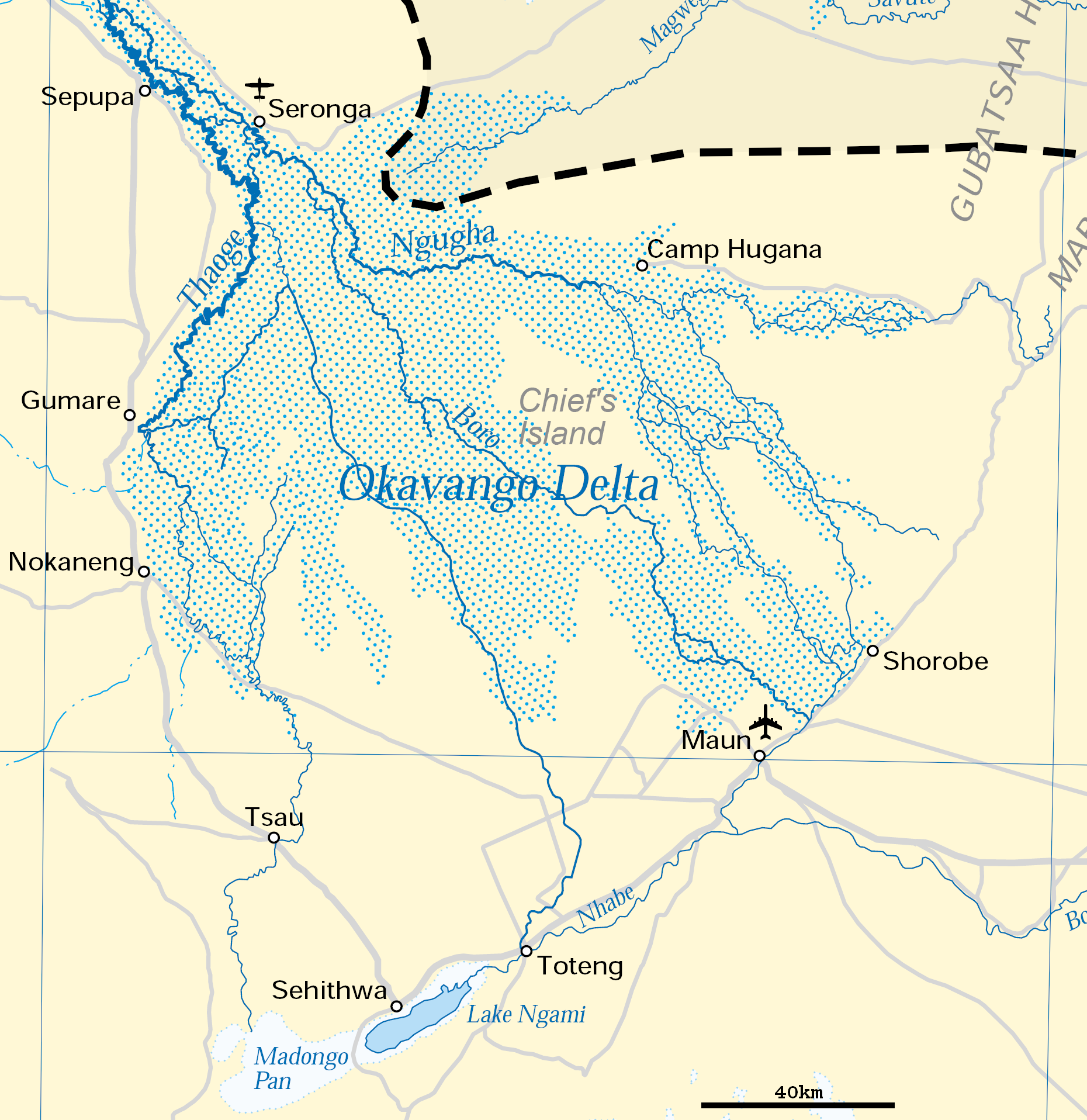
Karte des Okavangodeltas mit dem Ngamisee am unteren Bildrand

Der Ngamisee liegt südlich des eigentlichen Okavangodeltas und an der Nordgrenze der Wüste Kalahari auf rund 930 Metern über dem Meeresspiegel in einer Senkung des Kalahari-Beckens. Seine Fläche, einst 770 km², nahm stark ab; der See ist flach und hat wegen der wechselnden Wasserstände keine festen Ufer. Die Form ist etwa oval mit der Längsachse von Nordost nach Südwest.
Das Nordufer ist sandig mit einzelnen großen Bäumen, das Südufer durch niedrige Anhöhen geprägt. Die Fläche des Sees ist – auch wegen des semiariden Klimas – unterschiedlich groß. Dabei wird der höchste Wasserstand wegen der geringen Fließgeschwindigkeit im Delta erst lange nach der Regenzeit erreicht.
Nahe dem Nordufer liegen der Ort Sehithwa sowie zahlreiche Streusiedlungen, deren Bewohner teilweise vom Fischfang leben – seit 2017 ist der Fischfang allerdings temporär untersagt. Der Tourismus, zum Beispiel von Vogelbeobachtern, spielt eine geringe Rolle.
Unmittelbar südwestlich des Sees liegt die Salzpfanne Madongo Pan.

## Hydrographie
Von Nordwesten her führt der Thauge Wasser aus dem Okavangodelta zu, bei hohem Wasserstand fließt es über den Nhabe in den Boteti (auch Botletle) ab, der rund 600 Kilometer lang ist und in den Makgadikgadi-Salzpfannen endet.
Während der Ngamisee gewöhnlich bis zu 50 Quadratkilometer misst, dehnte er sich 2009 nach ergiebigen Regenfällen in Angola auf etwa 115 Quadratkilometer aus, 2011 gar auf 240 Quadratkilometer.
Der See ist endorheisch, hat also keinen Abfluss zum Meer.

## Geschichte
Der Ngamisee ist einer der Überreste des vorgeschichtlichen Makgadikgadisees.
In den 1820er Jahren siedelten sich BaTswana an, die als erste Anwohner des Sees Viehhaltung betrieben. 1849 wurde der Ngamisee von einer Gruppe um William Cotton Oswell und David Livingstone als ersten Europäern gesichtet. Livingstone schätzte den Umfang auf rund 275 Kilometern. Angelockt durch Livingstones Berichte wurde der See zum Ziel zahlreicher Forscher und Abenteurer. 1853 erreichten Karl Johan Andersson, 1886 Hans Schinz den See, 1890 wurde er von dem österreichischen Geologen Eduard Fleck befahren. Auch Siegfried Passarge erforschte den Ngamisee.

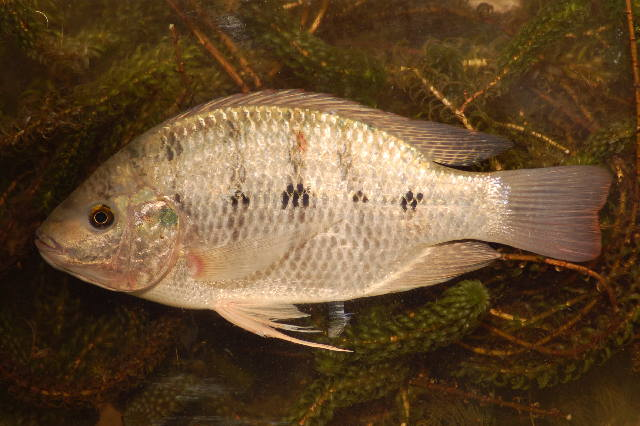
Ein Exemplar von Oreochromis andersonii

Bereits kurz nach Livingstones Reise sank der Wasserspiegel, weil der Oberlauf des Thauge durch zahlreiche Papyrus-Flöße verstopft war, die im Flussbett angewachsen waren. In der Folge starb das meiste Vieh, und es kam unter den Bewohnern zu einer Malaria-Epidemie. 1875 erreichte eine Gruppe von Buren auf dem ersten Dorslandtrek den See. Ihr Weg wird auch als Groot Ngami Trek bezeichnet.
1896 trocknete der See – soweit historisch verbürgt – erstmals vollständig aus. Erst 1953 führte der Taughe so viel Wasser, dass der See erneut gefüllt wurde. Die Flut brachte viele Fische in den See, und zahlreiche Tierarten, vor allem Vögel, ließen sich am und im Wasser nieder. Der Dung der Weidetiere führte jedoch zu einem so großen Wachstum von Blaualgen und Phytoplankton, dass die meisten Fischarten ausstarben. Lediglich die Buntbarscharten Oreochromis andersonii und Oreochromis macrochir als Planktonfresser und eine Barbus-Art, die sich von Kuhdung ernähren kann, überlebten vorläufig. 1965/1966 trocknete der See erneut aus. 1979 und 1989 war der Wasserstand außergewöhnlich hoch, und es wurden große Populationen zahlreicher Vogelarten gezählt.
2017 verbot die Regierung den Export von Trockenfisch aus dem See für ein Jahr, nachdem der Fischfang zuvor schon eingeschränkt worden war.

## Flora und Fauna
Die Ufervegetation besteht aus unter anderem aus Akazien, Palmengewächsen, Baobab und Sterculia.
Der See dient vielen Vögeln – darunter Pelikanen, Flamingos, Ibissen, Silberreihern und dem Blutschnabelweber (Quelea quelea) – als Lebensraum. Im See leben Fische, darunter eine Barbus-Art, die beim Trockenfallen des Sees im Schlamm überleben kann. Es gibt je nach Wasserstand zahlreiche Fliegen und Mücken.

## Sonstiges
Nach dem See ist der Methansee Ngami Lacuna auf dem Saturn-Mond Titan benannt, der wie der Ngamisee endorheisch ist.